# Calycopis gentilla
Calycopis gentilla is een vlinder uit de familie van de Lycaenidae. De wetenschappelijke naam van de soort werd als Thecla gentilla in 1902 gepubliceerd door Schaus.

## Synoniemen
- Thecla pisidula Druce, 1907